# Ioan Șișeștean
Ioan Șișeștean (n. 11 iunie 1936, Șișești, Maramureș - d. 12 aprilie 2011, Baia Sprie, Maramureș) a fost un cleric greco-catolic, episcop al Episcopiei de Maramureș din 1994 până în 2011.

## Biografie
Ioan Șișeștean s-a născut la data de 11 iunie 1936 în comuna Șișești, pe atunci în județul Maramureș (interbelic), fiind copilul cel mai mic al unei familii de țărani binecuvântați cu opt copii. După absolvirea școlii primare din comuna natală, urmează cursurile Liceului teoretic “Gheorghe Șincai” din Baia Mare. La vârsta de 12 ani descoperă lucrarea “Teologia spirituală”, moment în care a început și pregătirea sa autodidactă. 
A lucrat pentru o perioadă la o bibliotecă comunală, a fost profesor suplinitor de matematică, fizică și chimie la clasele V-VIII ale școlii din Rus, apoi a fost angajat ca laborant chimist la Uzina UUMR din orașul Baia Mare. De fiecare dată a fost dat afară din serviciile unde a lucrat, pentru că provenea dintr-o familie de chiaburi. 
Ioan Șișeștean studiază teologia în mod clandestin și este hirotonit în secret ca preot greco-catolic la 13 martie 1972 de către Episcopul Dr. Ioan Dragomir al Maramureșului. Din acel an începe să oficieze slujbe în casa sa natală din satul Șișești. În anul 1990, devine preot greco-catolic în comuna natală Șișești (jud. Maramureș). 
Odată cu redeschiderea Institutului Teologic Greco-Catolic "Alexandru Rusu" din Baia Mare, lucrează ca profesor de teologie dogmatică. La începutul anului 1994 este numit de către PS Episcop Lucian Mureșan ca Vicar al Maramureșului istoric, la Sighetu-Marmației. 
A fost numit episcop de la data de 4 iulie 1994, în locul PS Lucian Mureșan, numit mitropolit la Blaj. Consacrarea sa ca episcop a avut loc la 11 septembrie 1994 în orașul Baia Mare, prin punerea mâinilor de către mitropolitului Lucian Mureșan.
A decedat la data de 12 aprilie 2011 la reședința familiei de la Baia Sprie în urma unui stop cardio-respirator.